# Desprendimiento de vítreo posterior
En oftalmología, se denomina desprendimiento de vítreo posterior a un trastorno ocular que se produce la  separación entre el humor vítreo y la retina, en condiciones normales estas dos estructuras del ojo están unidas. Se considera un proceso degenerativo y benigno que se presenta generalmente en personas de más de 60 años, sobre todo en aquellas afectadas de miopía de alta graduación, en pocas ocasiones puede evolucionar a una complicación grave, el desprendimiento de retina por tracción del humor vítreo sobre la retina (tracción vítreo-retiniana). El síntoma principal del desprendimiento vítreo posterior es la aparición en el campo visual de pequeñas manchas negras móviles, llamadas moscas volantes o miodesopsias, en ocasiones pueden presentarse destellos luminosos intermitentes (fotopsias). Aunque el desprendimiento de vítreo posterior es un proceso de carácter leve y muy frecuente que no precisa tratamiento, se aconseja revisión por un oftalmólogo si se sospecha el cuadro, para visualizar el fondo de ojo mediante el empleo de un oftalmoscopio y descartar la existencia de desprendimiento de retina u otras alteraciones.

## Fisiopatología
El interior del globo ocular está relleno por una sustancia con la consistencia de un gel, denominada humor vítreo. El humor vítreo está rodeado por una fina membrana que se llama hialoides. La hialoides se encuentra adherida en su cara posterior a la retina en varios puntos. Si la membrana hialoides se separa de la retina por perdida de volumen del humor vítreo u otra causa, se produce el desprendimiento de vítreo posterior.